# Taira no Atsumori
Taira no Atsumori (平 敦盛, 1169-1184) est un samouraï, fameux pour sa mort prématurée en un combat singulier. Au cours de la bataille d'Ichi-no-Tani, Atsumori attaque Kumagai Naozane, un allié des Minamoto, et est tué. Kumagai a un fils du même âge qu'Atsumori. Le grand remords de Kumagai, tel que rapporté dans le Heike monogatari, associé à sa prise de vœux sacerdotale, explique que cet événement autrement banal est devenu connu pour la tragédie qu'il représente.

## La mort d'Atsumori telle que rapportée dans leHeike monogatari
La légende de la mort d'Atsumori, selon le Heike monogatari, est ainsi rapportée : les Heike ont été dispersés par l'attaque lancée par Yoshitsune du haut de la falaise d'Ichi-no-Tani. Kumagai no Jirō Naozane, parcourant la plage du regard pour apercevoir des soldats en fuite, repère le jeune Atsumori qui nage vers les vaisseaux en fuite. Avec son éventail, Kumagai fait signe à Atsumori et le raille en disant : « Je vois que vous êtes un commandant en chef. Il est déshonorant de montrer votre dos à l'ennemi. Revenez ! »(316, t. McCullough). Les deux se battent sur la plage mais Kumagai est trop fort. Il fait tomber le casque d'Atsumori pour donner le coup de grâce mais est frappé par la beauté du jeune noble. Atsumori avait « seize ou dix-sept ans, avec un visage légèrement poudré et des dents noircies - un garçon juste de l'âge de son propre fils Naozane […] » (317, t. McCullough).
Kumagai, voulant épargner le garçon, demande le nom d'Atsumori mais l'enfant refuse de répondre. Atsumori lui dit simplement qu'il est assez célèbre pour que les supérieurs de Kumagai reconnaissent sa tête quand viendra le moment d'attribuer des récompenses. À ce moment, d'autres guerriers Minamoto arrivent sur les lieux et Kumagai sait que s'il ne tue pas Atsumori, les autres guerriers le feront sûrement. Kumagai se dit qu'il vaut mieux qu'il tue lui-même Atsumori parce qu'il pourra offrir des prières en son nom pour l'au-delà. En pleurant, Kumagai décapite le garçon. Cherchant son corps afin de trouver quelque chose pour envelopper la tête, il tombe sur un sac contenant une flûte. Il comprend qu'Atsumori doit avoir été l'un des soldats jouant de la musique avant la bataille et pense qu'« [i]l y a des dizaines de milliers de cavaliers dans nos armées de l'Est mais je suis sûr qu'aucun d'entre eux n'a apporté une flûte sur le champ de bataille. Ces nobles de la cour sont des hommes raffinés ! » (317, t. McCullough).
La décapitation d'Atsumori serait ce qui a conduit Kumagai à prendre des vœux sacerdotaux et à se faire moine bouddhiste.

## Atsumori dans les lettres
L'histoire d'Atsumori a fait l'objet de nombreuses adaptations dont :
- la pièce du théâtre nô Atsumori qui suit Kumagai, prêtre bouddhiste du nom Renshō, tandis qu'il s'entretient avec et prie pour l'âme perdue d'Atsumori ;
- la pièce de marionnettes bunraku Ichinotani futaba gunki, plus tard adaptée pour le kabuki ;
- la pièce de kabuki moins connue Sakigake Genpei tsutsuji (également intitulée Ogiya Kumagai ou Suma no Miyako Genpei tsutsuji), dans laquelle Atsumori cache son identité en se déguisant sous l'apparence d'une jeune fille appelée Kohagi et travaille dans un magasin d'éventails ;
- Atsumori, en tant que kami, est un personnage du roman fantasy moderne Eight Million Gods de Wen Spencer (en).

## Galerie

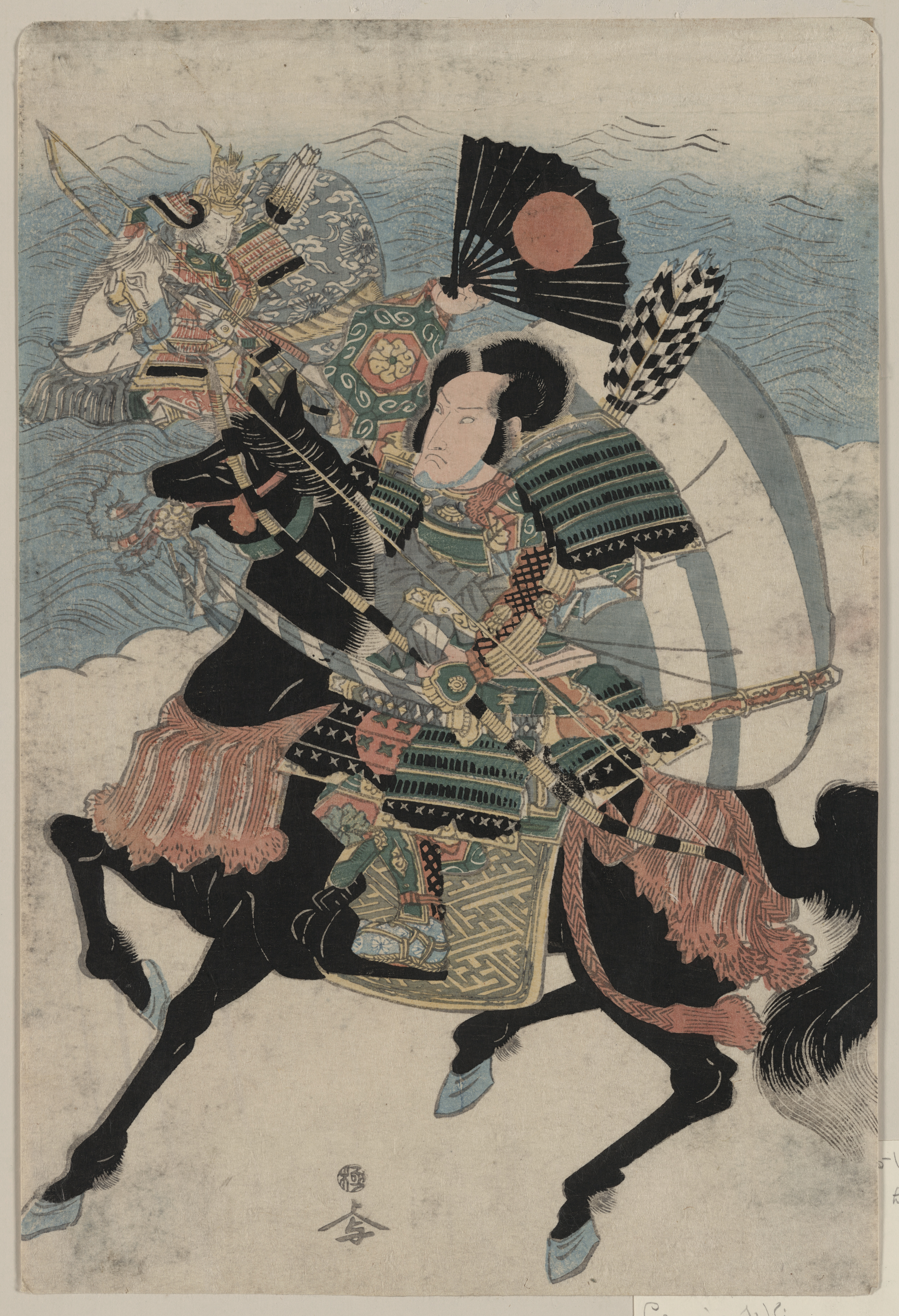
Ukiyo-e de Kumagai Naozane et Taira no Atsumori.
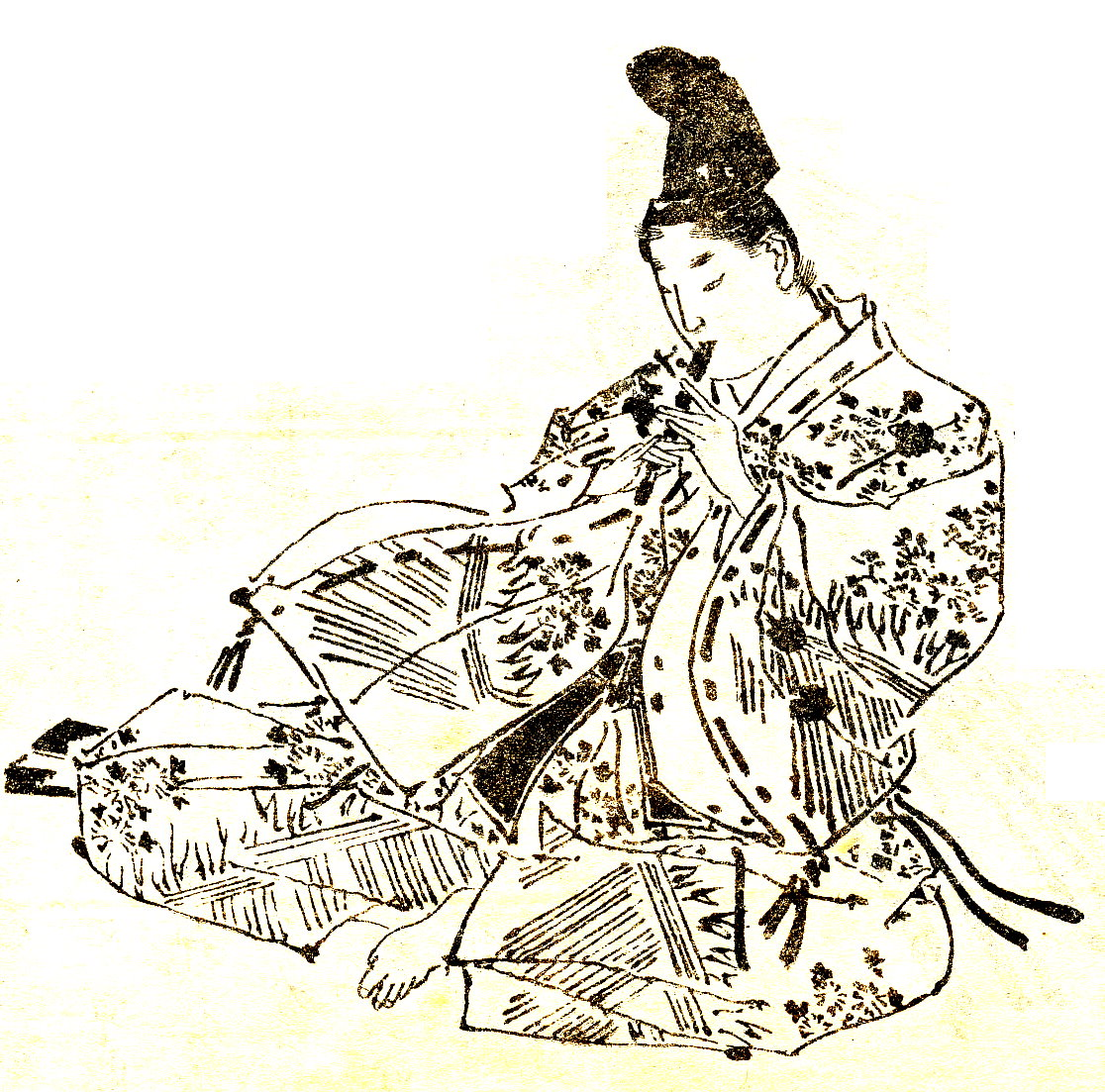
Atsumori dans un ukiyo-e par Kikuchi Yōsai.
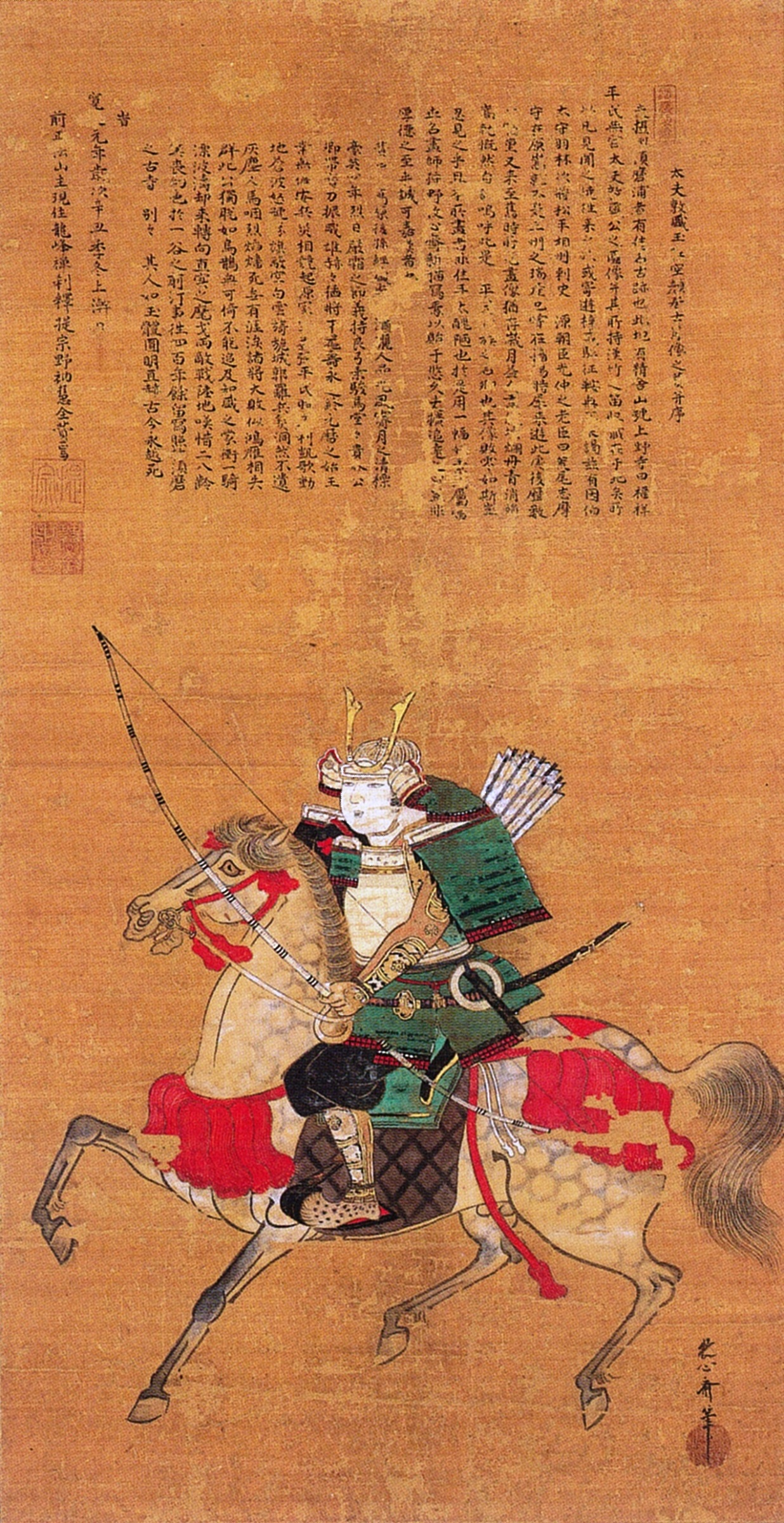
Taira no Atsumori.

## Source de la traduction
- (en) Cet article est partiellement ou en totalité issu de l’article de Wikipédia en anglais intitulé « Taira no Atsumori » (voir la liste des auteurs).